# Volta a la Comunitat Valenciana 2022
73. ročník etapového cyklistického závodu Volta a la Comunitat Valenciana se konal mezi 2. a 6. únorem 2022 ve španělském Valencijském společenství. Celkovým vítězem se stal Rus Aleksandr Vlasov z týmu Bora–Hansgrohe. Na druhém a třetím místě se umístili Belgičan Remco Evenepoel (Quick-Step–Alpha Vinyl) a Španěl Carlos Rodríguez (Ineos Grenadiers). Závod byl součástí UCI Europe Tour 2022 a UCI ProSeries 2022 na úrovni 2.Pro.

## Týmy
Závodu se zúčastnilo 15 z 18 UCI WorldTeamů a 8 UCI ProTeamů. Každý tým přijel se sedmi jezdci kromě týmů UAE Team Emirates a Team BikeExchange–Jayco se šesti jezdci, na start se tedy postavilo 159 závodníků. Před 3. etapou závodu odstoupil celý Team BikeExchange–Jayco kvůli pozitivním testům na covid-19 u 2 členů týmu. Před 4. etapou závodu odstoupily ze stejného důvodu týmy Jumbo–Visma a Team DSM. Movistar Team také zaznamenal 2 případy nákazy covidem-19, konkrétně u Einera Rubia a Juriho Hollmanna, ale rozhodl se ze závodu neodstoupit. Do cíle ve Valencii dojelo celkem 117 jezdců.
UCI WorldTeamy
- AG2R Citroën Team
- Astana Qazaqstan Team
- Bora–Hansgrohe
- Groupama–FDJ
- Ineos Grenadiers
- Intermarché–Wanty–Gobert Matériaux
- Israel–Premier Tech
- Movistar Team
- Quick-Step–Alpha Vinyl
- Team Bahrain Victorious
- Team BikeExchange–Jayco
- Team DSM
- Team Jumbo–Visma
- Trek–Segafredo
- UAE Team Emirates

UCI ProTeamy
- B&B Hotels–KTM
- Bingoal Pauwels Sauces WB
- Burgos BH
- Caja Rural–Seguros RGA
- Equipo Kern Pharma
- Euskaltel–Euskadi
- Gazprom–RusVelo
- Human Powered Health

## Trasa a etapy
| Etapa         | Datum         | Trasa                                          | Vzdálenost | Typ    | Typ            | Vítěz                  |
| ------------- | ------------- | ---------------------------------------------- | ---------- | ------ | -------------- | ---------------------- |
| 1             | 2. února      | Les Alqueries – Torralba del Pinar             | 166,7 km   |        | Horská etapa   | Remco Evenepoel (BEL)  |
| 2             | 3. února      | Bétera – Torrent                               | 172,1 km   |        | Zvlněná etapa  | Fabio Jakobsen (NED)   |
| 3             | 4. února      | Alicante – Alto de las Antenas del Maigmó Tibi | 155,1 km   |        | Horská etapa   | Aleksandr Vlasov (RUS) |
| 4             | 5. února      | Orihuela – Torrevieja                          | 193,1 km   |        | Rovinatá etapa | Matteo Moschetti (ITA) |
| 5             | 6. února      | Paterna – Valencie                             | 92 km      |        | Rovinatá etapa | Fabio Jakobsen (NED)   |
| Celková délka | Celková délka | Celková délka                                  | 779 km     | 779 km | 779 km         | 779 km                 |

## Průběžné pořadí
| Etapa          | Vítěz            | Celkové pořadí   | Bodovací soutěž  | Vrchařská soutěž | Soutěž mladých jezdců | Soutěž týmů             |
| -------------- | ---------------- | ---------------- | ---------------- | ---------------- | --------------------- | ----------------------- |
| 1              | Remco Evenepoel  | Remco Evenepoel  | Remco Evenepoel  | Ben King         | Remco Evenepoel       | Team Bahrain Victorious |
| 2              | Fabio Jakobsen   | Remco Evenepoel  | Remco Evenepoel  | Ben King         | Remco Evenepoel       | Team Bahrain Victorious |
| 3              | Aleksandr Vlasov | Aleksandr Vlasov | Aleksandr Vlasov | Ben King         | Remco Evenepoel       | Ineos Grenadiers        |
| 4              | Matteo Moschetti | Aleksandr Vlasov | Aleksandr Vlasov | Ben King         | Remco Evenepoel       | Ineos Grenadiers        |
| 5              | Fabio Jakobsen   | Aleksandr Vlasov | Fabio Jakobsen   | Ben King         | Remco Evenepoel       | Ineos Grenadiers        |
| Konečné pořadí | Konečné pořadí   | Aleksandr Vlasov | Fabio Jakobsen   | Ben King         | Remco Evenepoel       | Ineos Grenadiers        |

- Ve 2. etapě nosil Aleksandr Vlasov, který byl druhý v bodovací soutěži, oranžový trikot, protože lídr této klasifikace, Remco Evenepoel, nosil žlutý dres pro lídra celkového pořadí. Ze stejného důvodu nosil Fabio Jakobsen oranžový dres ve 3. etapě, zatímco Carlos Rodríguez, jenž byl druhý v soutěži mladých jezdců, nosil bílý dres v etapách 2 – 5.

## Konečné pořadí
| Legenda | Legenda                          | Legenda | Legenda                                |
| ------- | -------------------------------- | ------- | -------------------------------------- |
|         | Označuje vítěze celkového pořadí |         | Označuje vítěze vrchařské soutěže      |
|         | Označuje vítěze bodovací soutěže |         | Označuje vítěze soutěže mladých jezdců |

### Celkové pořadí
| Pořadí | Jezdec                   | Tým                     | Čas         |
| ------ | ------------------------ | ----------------------- | ----------- |
| 1      | Aleksandr Vlasov (RUS)   | Bora–Hansgrohe          | 18h 56' 45" |
| 2      | Remco Evenepoel (BEL)    | Quick-Step–Alpha Vinyl  | + 32"       |
| 3      | Carlos Rodríguez (ESP)   | Ineos Grenadiers        | + 36"       |
| 4      | Enric Mas (ESP)          | Movistar Team           | + 50"       |
| 5      | Alejandro Valverde (ESP) | Movistar Team           | + 1' 02"    |
| 6      | Jakob Fuglsang (DEN)     | Israel–Premier Tech     | + 1' 05"    |
| 7      | Luis León Sánchez (ESP)  | Team Bahrain Victorious | + 1' 14"    |
| 8      | Giulio Ciccone (ITA)     | Trek–Segafredo          | + 2' 00"    |
| 9      | Pavel Sivakov (RUS)      | Ineos Grenadiers        | + 2' 05"    |
| 10     | David de la Cruz (ESP)   | Astana Qazaqstan Team   | + 2' 28"    |

### Bodovací soutěž
| Pořadí | Jezdec                      | Tým                                | Body |
| ------ | --------------------------- | ---------------------------------- | ---- |
| 1      | Fabio Jakobsen (NED)        | Quick-Step–Alpha Vinyl             | 62   |
| 2      | Aleksandr Vlasov (RUS)      | Bora–Hansgrohe                     | 50   |
| 3      | Elia Viviani (ITA)          | Ineos Grenadiers                   | 50   |
| 4      | Alexander Kristoff (NOR)    | Intermarché–Wanty–Gobert Matériaux | 44   |
| 5      | Remco Evenepoel (BEL)       | Quick-Step–Alpha Vinyl             | 42   |
| 6      | Juan Sebastián Molano (COL) | UAE Team Emirates                  | 37   |
| 7      | Carlos Rodríguez (ESP)      | Ineos Grenadiers                   | 36   |
| 8      | Matej Mohorič (SLO)         | Team Bahrain Victorious            | 32   |
| 9      | Manuel Peñalver (ESP)       | Burgos BH                          | 31   |
| 10     | Enric Mas (ESP)             | Movistar Team                      | 30   |

### Vrchařská soutěž
| Pořadí | Jezdec                  | Tým                                | Body |
| ------ | ----------------------- | ---------------------------------- | ---- |
| 1      | Ben King (USA)          | Human Powered Health               | 30   |
| 2      | Aleksandr Vlasov (RUS)  | Bora–Hansgrohe                     | 14   |
| 3      | Jan Tratnik (SLO)       | Team Bahrain Victorious            | 10   |
| 4      | Remco Evenepoel (BEL)   | Quick-Step–Alpha Vinyl             | 8    |
| 5      | Carlos Rodríguez (ESP)  | Ineos Grenadiers                   | 8    |
| 6      | Enric Mas (ESP)         | Movistar Team                      | 8    |
| 7      | Sven Erik Bystrøm (NOR) | Intermarché–Wanty–Gobert Matériaux | 6    |
| 8      | Attila Valter (HUN)     | Groupama–FDJ                       | 6    |
| 9      | Joan Bou (ESP)          | Equipo Kern Pharma                 | 6    |
| 10     | Jesús Ezquerra (ESP)    | Burgos BH                          | 6    |

### Soutěž mladých jezdců
| Pořadí | Jezdec                  | Tým                    | Čas         |
| ------ | ----------------------- | ---------------------- | ----------- |
| 1      | Remco Evenepoel (BEL)   | Quick-Step–Alpha Vinyl | 18h 57' 17" |
| 2      | Carlos Rodríguez (ESP)  | Ineos Grenadiers       | + 4"        |
| 3      | Pavel Sivakov (RUS)     | Ineos Grenadiers       | + 1' 33"    |
| 4      | Juan Ayuso (ESP)        | UAE Team Emirates      | + 3' 56"    |
| 5      | Maxime Chevalier (FRA)  | B&B Hotels–KTM         | + 4' 35"    |
| 6      | Attila Valter (HUN)     | Groupama–FDJ           | + 4' 54"    |
| 7      | José Félix Parra (ESP)  | Equipo Kern Pharma     | + 6' 19"    |
| 8      | Pelayo Sánchez (ESP)    | Equipo Kern Pharma     | + 6' 49"    |
| 9      | Axel Laurance (FRA)     | B&B Hotels–KTM         | + 8' 17"    |
| 10     | Asbjørn Hellemose (DEN) | Trek–Segafredo         | + 10' 28"   |

### Soutěž týmů
| Pořadí | Tým                     | Čas         |
| ------ | ----------------------- | ----------- |
| 1      | Ineos Grenadiers        | 56h 56' 00" |
| 2      | Team Bahrain Victorious | + 31"       |
| 3      | Trek–Segafredo          | + 6' 51"    |
| 4      | Astana Qazaqstan Team   | + 6' 51"    |
| 5      | Movistar Team           | + 7' 02"    |
| 6      | Euskaltel–Euskadi       | + 8' 18"    |
| 7      | Israel–Premier Tech     | + 10' 09"   |
| 8      | Gazprom–RusVelo         | + 14' 41"   |
| 9      | Bora–Hansgrohe          | + 19' 39"   |
| 10     | Groupama–FDJ            | + 20' 07"   |